# Lemony Snicket
Lemony Snicket – postać fikcyjna, autor i narrator Serii niefortunnych zdarzeń, napisanej przez Daniela Handlera. Pod tym pseudonimem Handler napisał jeszcze inne utwory, m.in.: Lemony Snicket: Nieautoryzowana autobiografia, Laszlo boi się ciemności czy też Seria Niewłaściwych Pytań. Do tej ostatniej, Handler napisał jeszcze dodatkową książkę File Under: 13 Suspicious Incidents. Są jeszcze inne utwory, które nie zostały przetłumaczone na język polski, np. Beatrice Letters czy Horseradish: Bitter Truths You Can't Avoid.
Lemony Snicket jest osobą, która bada historię Baudelaire’ów i ponoć spisuje tę historię pod wpływem dawno złożonej obietnicy. Oprócz tego, był zakochany w Beatrycze, matce sierot, dla której na początku każdej części Serii niefortunnych zdarzeń umieszcza dedykacje, i do której często odwołuje się w swoich tekstach.
W filmie Lemony Snicket: Seria niefortunnych zdarzeń, rolę Lemony Snicketa odgrywa Jude Law, a serialu Seria Niefortunnych Zdarzeń – Patrick Warburton.

## Historia
Lemony Snicket urodził się według pogłosek w wielkiej oborze. Według niego samego doszło do tego w Wielkomiejskich Zakładach Serowarów. Są też pogłoski o tym, iż jego rodzina mieszkała na ul. Złodziejskiej 3. On jednak twierdzi, że to było na innej ulicy. O nim krążą legendy i plotki zebrane w balladzie „Młody Snicket”.
Chłopak w dzieciństwie był obserwowany przez Wolontariat Zapalonych Strażaków (WZS), tak więc miał on już od urodzenia styczność ze skrótem WZS. W wieku około 3 lat został porwany przez kierowcę czarnego automobilu i przewieziony do WZS, gdzie został naznaczony tatuażem z okiem na kostce lewej nogi. Tam się również uczył i rozpoczął swoją działalność. Natomiast karierę pisarską rozpoczął w plotkarskiej gazecie „Dziennik Punctilio” znaną z pisania nieprawdziwych historii lub prawdziwych, ale bardzo zmienionych. Snicket pracował tam jako krytyk teatralny. Napisał recenzję wielu utworów, wśród których były też i te wystawiane przez Hrabiego Olafa i Esmeraldę Szpetną, a wyreżyserowane miały być przez Ala Funcoota (jest to pseudonim Olafa [anagram od Count Olaf]. Ostatnie przedstawienie Olafa „Ostatnie ostrzeżenie dla tych co stają mi na drodze” zostało krytycznie ocenione przez Snicketa m.in. przez wymuszenie na widzach oddanie dobroci materialnych podczas zakończenia spektaklu. Wtedy wyszła na jaw tajemna działalność mężczyzny w WZS i redaktorka naczelna „Dziennika Punctilio” Eleonora Poe (siostrą pana Poe) zwolniła go z pracy zatrudniając na jego miejsce Geraldine Juliene, która pisała najwięcej nieprawdziwych artykułów oraz posiadała swoją rubrykę „Tajemne organizacje, o których warto wiedzieć”. Na łamach tej rubryki miał pojawić się dotychczasowy adres kwatery głównej WZS – wtedy odkryto, iż WZS jest infiltrowane. Infiltracji dokonali prawdopodobnie Hrabia Olaf i Esmeralda Szpetna (w protokole z zebrania oznaczeni są literami O i E oznaczających ich imiona).
Przez tę całą historię Lemony Snicket został oskarżony o działalność przestępczą i od tego momentu jest ścigany przez policję. On sam z pomocą swojego rodzeństwa i kilku członków WZS ucieka na statku „Prospero” z kraju jako marynarz. W wyniku jego ucieczki statek odpłynął o 3 godziny za wcześnie, prawdopodobnie po to, by Snicket był jak najszybciej wolny oraz żeby na statek weszło jak najmniej przeciwników Snicketa.
Poza tym Lemony Snicket jest autorem słynnych akt Snicketa, w których były wyniki śledztwa w sprawie pożarów i morderstw, które bardzo obciążały Hrabiego Olafa, Esmeraldę Szpetną i ich współtowarzyszy.
Lemony Snicket kochał kobietę imieniem Beatrycze, z którą miał wziąć ślub. Prawdopodobnie mowa tutaj o Beatrycze Baudelaire – matce Wioletki, Klausa i Słoneczka. Nie wiadomo dlaczego nie doszło do ślubu, chociaż prawdopodobnie stało się to przez wrobienie Lemony’ego w skandale.
Po pożarze domu Baudelaire’ów i śmierci Beatrycze oraz Bertranda Baudelaire’ów Snicket poświęca swoje życie ponoć z przymusu, by opisać losy ich dzieci. Efektem tego jest Seria niefortunnych zdarzeń. Po napisaniu historii Wioletki, Klausa i Słoneczka oraz tym samym końcową historię Hrabiego Olafa on sam zaczyna pracować jako portier w wydawnictwie książek, w tym samym, gdzie pracuje Daniel Handler. Spisuje swoją autobiografię i kilka stronic wciska w ręce pracowników wydawnictwa z nadzieją, że jego historia zostanie wydana. Efektem tego jest Lemony Snicket: Nieautoryzowana autobiografia. W tym samym czasie „Dziennik Punctilio” wydaje na łamach swojej gazety nekrolog Lemony Snicketa informując o jego rzekomej śmierci. Jednakże jak wiadomo z „Nieautoryzowanej autobiografii” on żyje i działa właśnie w wydawnictwie. Lemony Snicket miał także powiązania z rodziną Winnipegów, Widdershinsów i Baudelaire’ów. Znał także profesora Sebalda – wynalazcę tajnego kodu.
źródło: książka, literacki kalejdoskop